# EL-TO Zagreb
EL-TO Zagreb (Elektrana-toplana Zagreb) je kogeneracijska elektrana smještena u Zagrebu u samom gradskom naselju Trešnjevka. Goriva iz kojih se dobiva električna i toplinska energija su prirodni plin i loživo ulje.
Prednost EL-TO Zagreb je izrazita blizina velikih stambenih naselja te su gubitci koji nastaju u transportu svedeni na minimum. Proizvodni pogon EL-TO opskrbljuje toplinskom energijom za grijanje i potrošnu toplu vodu dio grada Zagreba zapadno od Savske ulice što brojem iznosi 41 369 kućanstava i 1892 poslovna objekta.

## Opći podatci
U neposrednoj blizini elektrane nalazi se tvornica Franck d.d. i sportski kompleks Dom sportova, a na udaljenonosti manjoj od 2 kilometra zračne linije nalaze se tvornice Končar, Zagrebačka pivovara i Pliva. EL-TO Zagreb također strujom napaja 3 bolnice; KB Sveti Duh, KBC Sestre Milosrdnice i Dječju bolnicu u Klaićevoj.
Ukupna snaga EL-TO Zagreb je 88.8 MW električne energije, 439 MW toplinske energije i 160 tona/satu tehnološke pare.

## Agregati
U tablici je prikazana snaga i godina proizvodnje pojedinih agregata u EL-TO Zagreb.
| snaga po agregatu | tip agregata                                | gorivo | godina izgradnje |
| ----------------- | ------------------------------------------- | ------ | ---------------- |
| 11 MWe            | toplifikacijski blok                        | G1,G2  | 1970.            |
| 30 MWe            | toplifikacijski blok                        | G1,G2  | 1980.            |
| 2x23,9 MWe        | kogeneracijski blok s dvije plinske turbine | G1     | 1998.            |
| 64 MWt            | pom. parni kotao                            | G1,G2  | 1971.            |
| 116 MWt           | pom. vreli kotao                            | G1,G2  | 1991.            |
| 116 MWt           | pom. vreli kotao                            | G1,G2  | 2010.            |

gorivo g1-prirodni plin
gorivo g2-lož ulje
MWe-MW električne energije
MWt-MW toplinske energije
Iz priložene tablice vidi se da EL-TO Zagreb prati razvoj tehnologije i razvoj i širenje grada Zagreba te proširuje svoj pogon s godinama.

## Godišnja proizvodnja
U tablici su prikazani podaci o ukupnoj godišnjoj proizvodnji električne i ogrjevne energije te tehnološke pare za period od 2010 do 2015.
| godišnja proizvodnja | 2010.       | 2011.       | 2012.       | 2013.       | 2014.       | 2015.       |
| -------------------- | ----------- | ----------- | ----------- | ----------- | ----------- | ----------- |
| ogrjevna toplina     | 647,865 MWh | 644,929 MWh | 622,665 MWh | 606,860 MWh | 548,249 MWh | 589,401 MWh |
| tehnološka para      | 348,375 t   | 345,129 t   | 317,665 t   | 306,451 t   | 268,742 t   | 305,550 t   |
| električna energija  | 369 GWh     | 359 GWh     | 366 GWh     | 356 GWh     | 262.7 GWh   | 212 GWh     |

## Razvojni planovi
KKE EL-TO Zagreb je projekt visokoučinkovite kombi-kogeneracijske elektrane na prirodni plin električne snage 90-150 MW i toplinske snage do 130 MW. Plan ove investicije je da povećanjem snage EL-TO Zagreb ostane pouzdan dobavljač električne i toplinske energije za zapadni i sjeverni dio Zagreba što je osobito važno u trenucima ozbiljnijih poremećaja u elektroenergetskom sustavu jer će se prekidi u isporuci električne i toplinske energije u Zagrebu svesti na najmanju tehnički moguću mjeru.
HEP je pod pritiskom novih strožih odredbi Europske unije o industrijskoj emisiji štetnih plinova koje stupaju na snagu 1. siječnja 2018. morao ući u ovaj projekt obnove EL-TO Zagreb kako bi ostao pouzdan dobavljač toplinske i električne energije za sjeverni i zapadni dio Zagreba.
Novi komi-kogeneracijski blok pripada visokoučinkovitim kogeneracijskim postrojenjima te ostvaruje značajne uštede u primarnoj energiji u spojenom procesu proizvodnje toplinske i električne energije.
Projekt će se financirati iz HEPovih sredstava i od kredita. Vrijednost investicije je 150 milijuna € Početak gradnje predviđen je u 2017. godini, a završetak u 2020.
Nakon završetka radova ukupna snaga KKE EL-TO Zagreb trebala bi biti 90-150 MW električne energije i 120 MW toplinske enerije. Efikasnost elektrane predviđa se na 89.5 %, a godišnja proizvodnja na 733 GWh električne i 636 GWh toplinske energije.

## Sigurnost i utjecaj na okoliš
"Cilj politike sprječavanja velikih nesreća je siguran i nesmetan rad pogona, bez opasnosti za okoliš i zdravlje radnika i okolnog stanovništva te očuvanje materijalnih dobara" Politika sprječavanja velikih nesreća, 13. srpnja 2015.
Po tom dokumentu EL-TO Zagreb u svrhu sprječavanja velikih nesreća:
- poduzima sve mjere kako bi se osiguralo da ispuštanja ili istjecanja opasnih tvari, požari i/ili eksplozije budu spriječeni unutar postrojenja te da ne mogu imati utjecaja na druga postrojenja unutar područja postrojenja te da nesreće nastale izvan postrojenja ne mogu djelovati na postrojenje na način da ugroze njegovu sigurnost.
- je opremljena odgovarajućim upozorenjem, alarmom i siguronosnom opremom te uređajima za mjerenje i kontrolu.
- štiti sigurnost važnih dijelova postrojenja od mogućnosti djelovanja i uplitanja neovlaštenih osoba.
- nadzire rad sigurnosnih uređaja i sustava unutar postrojenja te kontinuirano nadzire i redovito održava postrojenje po pitanju sigurnosti.
- poduzima potrebne tehničke mjere opreza kako bi se spriječilo nepravilno rukovanje u postrojenju i nepravilno rukovanje opasnim tvarima.
- izrađuje upute o postupanju pri redovnom obavljanju poslova i upute o postupanju u slučaju izvanrednog događaja.
- upravlja promjenama u postrojenju, opremi, procesima, skladištu i kod projektiranja novih postrojenja s ciljem održavanja glavnih rizika niskim koliko je razumno izvedivo.
- osigurava učinkovitu organizaciju te osposobljavanjem radnika s ciljem prepoznavanja opasnosti te upoznavanja s obaveznim ponašanjem u slučaju opasnosti, odnosnso velike nesreće.
- donosi unutarnji plan u kojem su propisane preventivne mjere za sprječavanje velikih nesreća u postrojenju, interventne mjere za ograničavanje posljedica nesreća te odgovorne osobe te organizacija i koordinacija u slučaju pojave velike nesreće.
- provodi periodične preglede u cilju utvrđivanja sukladnosti sustava upravljanja sigurnošću.

Po dokumentu "Politika upravljanja kvalitetom i okolišem" potpisanim 21. ožujka 2016. EL-TO Zagreb opredijelio se za:
- osiguranje kvalitete u proizvodnji toplinske i električne energije pri održavanju elektroenergetskih objekata i poslovanju tvrtke u cjelini.
- usmjerenost na korištenje najbolje dostupne tehnologije u cilju stalnog smanjenja emisija buke i štetnih plinova u zrak.
- održavanje visoke pogonske spremnosti agregata u cilju sigurne i pouzdane opskrbe toplinskom i električnom energijom uz minimalne troškove.
- kontinuirano praćenje i unaprijeđivanje svih procesa.
- stalno osposobljavanje i informiranje zaposlenih i vanjskih davaoca usluga radi usklađivanja poslovnih aktivnosti sa zakonskim i HEP-ovim zahtjevima, te kriterijima međunarodnih standarda i konvencija
- skladištenje opasnih tvari i otpada zasnovano na primjeni takvih tehničkih rješenja i obučenosti smjenskog osoblja koje će preventivno smanjiti rizik onečišćenja okoliša.
- primjenjivanje i poboljšavanje sustava upravljanja kvalitetom i zaštitom okoliša koji je temeljen na zahtjevima međunarodnih normi.

## Zanimljivosti
Dimnjak toplane dominantan je u vizuri grada kao i onaj u TE-TO Zagreb. Viši je od dviju najviših zgrada u gradu, Zagrepčanke i Ciboninog tornja. Dimnjaci se za lijepog vremena i s pogodnih pozicija mogu vidjeti i s udaljenosti većih od 10 kilometara od rubova grada.